# Каменный Майдан
Каменный Майдан (укр. Кам'яний Майдан) — село на Украине, находится в Новоград-Волынском районе Житомирской области.
Население по переписи 2012 года составляет 120 человек. Почтовый индекс — 11780. Телефонный код — 4141. Занимает площадь 0,771 км².

## Адрес местного совета
11780, Житомирская область, Новоград-Волынский р-н, с. Каменный Майдан